# Secretaría de Bienestar
La Secretaría de Bienestar es una de las veintiún secretarías de Estado que, junto con la Consejería Jurídica del Ejecutivo Federal y la Agencia de Transformación Digital y Telecomunicaciones, conforman el gabinete legal del presidente de México. Es el despacho del poder ejecutivo federal con funciones de ministerio de Desarrollo Social.
Es la encargada de diseñar, planear, ejecutar y coordinar las políticas públicas en materia de bienestar social y calidad de vida. Lo anterior incluye la realización de programas sociales que combatan la marginación, atendiendo las principales causas de la misma; instrumentar proyectos de inclusión para grupos vulnerables (niños, adolescentes, tercera edad y discapacitados); convenir con los tres niveles de gobierno (federal, estatal y municipal) las adecuaciones a programas sociales y la solución de necesidades específicas, mismas de las que será responsable de evaluar; vigilar, en coordinación con la Secretaría de Hacienda, el uso de recursos públicos para programas sociales; operar y dirigir los Programa Sociales del Bienestar; fomentar el desarrollo económico a partir del sector social; fomentar las sociedades cooperativas y demás formas de organización colectiva que impulsen el desarrollo de zonas marginadas.

## Logotipos

Logotipo durante la presidencia de Felipe Calderón (2006-2012)
Logotipo durante la presidencia de Enrique Peña Nieto (2012-2018)
Logotipo durante la presidencia de Andrés Manuel López Obrador (2018-2024)
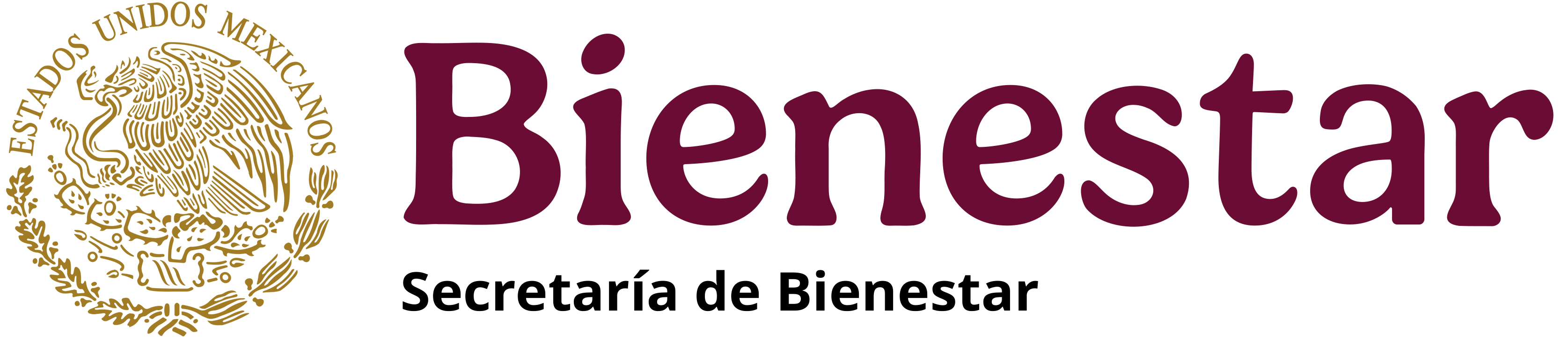
Logotipo durante la presidencia de Claudia Sheinbaum (desde 2024)

## Historia
Desde su creación en 1959 con la denominación de Secretaría de Obras Públicas, la secretaría ha tenido los siguientes cambios de denominación:
- (1959 - 1976): Secretaría de Obras Públicas (SOP)
- (1976 - 1982): Secretaría de Asentamientos Humanos y Obras Públicas (SAHOP)
- (1982 - 1992): Secretaría de Desarrollo Urbano y Ecología (SEDUE)
- (1992 - 2018): Secretaría de Desarrollo Social (SEDESOL)
- (2018 - ): Secretaría de Bienestar (Bienestar)[1]

## Funciones
Según la ley Orgánica de la Administración Pública Federal en su artículo 32 le corresponde el despacho de las siguientes funciones:

- I. Fortalecer el bienestar, el desarrollo, la inclusión y la cohesión social en el país mediante la instrumentación, coordinación, supervisión y seguimiento, en términos de ley y con los organismos respectivos, de las políticas siguientes:
  - a) Combate efectivo a la pobreza;
  - b) Atención específica a las necesidades de los sectores sociales más desprotegidos, en especial de los pobladores de las zonas áridas de las áreas rurales, así como de los colonos y marginados de las áreas urbanas; y
  - c) Atención preponderante a los derechos de la niñez, de la juventud, de los adultos mayores, de los pueblos y comunidades indígenas y afromexicanas y de las personas con discapacidad;

- II. Formular, conducir y evaluar la política general de desarrollo social para el combate efectivo a la pobreza;
- III.- Coordinar las acciones que incidan en el bienestar de la población, el combate a la pobreza y el desarrollo humano, fomentando un mejor nivel de vida;
- IV. Fomentar las actividades realizadas por organizaciones de la sociedad civil;
- V.  Fomentar las actividades de las organizaciones de la sociedad civil en materia de bienestar, combate a la pobreza y desarrollo humano;
- VI. Coordinar, concretar y ejecutar programas especiales para la atención de los sectores sociales más desprotegidos, en especial de los pobladores de las zonas áridas de las áreas rurales, así como de los colonos de las áreas urbanas, para elevar el nivel de vida de la población, con la intervención de las dependencias y entidades de la Administración Pública Federal correspondientes y de los gobiernos estatales y municipales y, con la participación de los sectores social y privado;
- VII. Impulsar políticas y dar seguimiento a los programas de inclusión social y protección de los derechos de niñas, niños y adolescentes, en coordinación con las dependencias y entidades de la Administración Pública Federal, así como de los diferentes niveles de gobierno;
- VIII. Elaborar políticas públicas y dar seguimiento a los programas de apoyo e inclusión de los jóvenes a la vida social participativa y productiva;
- IX. Impulsar las políticas públicas y dar seguimiento a los programas de inclusión y atención de los adultos mayores y sus derechos;
- X. Fomentar las políticas públicas y dar seguimiento a los programas que garanticen la plenitud de los derechos de las personas con discapacidad;
- XI. Impulsar a través del Sistema Nacional de Asistencia Social Pública y Privada políticas públicas en materia de asistencia social e integración familiar, en coordinación con el Sistema Nacional para el Desarrollo Integral de la Familia;
- XII. Promover la construcción de obras de infraestructura y equipamiento para fortalecer el desarrollo e inclusión social, en coordinación con los gobiernos de las entidades federativas y municipales y con la participación de los sectores social y privado;
- XIII. Coadyuvar en las políticas públicas que garanticen el pleno ejercicio de los derechos y el desarrollo de los pueblos indígenas;
- XIV. Formular, conducir y evaluar la política de fomento y desarrollo del sector social de la economía;
- XV. Fomentar la organización y constitución de toda clase de sociedades cooperativas, cuyo objeto sea la producción industrial, la distribución o el consumo, y
- XVI. Fomentar y apoyar a las unidades de producción familiar rural de subsistencia;
- XVII. Participar en la coordinación e instrumentación de las políticas de desarrollo rural para elevar el nivel de bienestar de las familias, comunidades y ejidos;
- XVIII. Coadyuvar en el diseño e implementación de políticas públicas orientadas a fomentar la agroforestería, la productividad, la economía social y el empleo en el ámbito rural y a evitar la migración de las áreas rurales;
- XIX. Impulsar programas para promover la corresponsabilidad de manera equitativa entre las familias, el Estado y las instituciones de asistencia social y privada, para el cuidado de la niñez y de los grupos vulnerables;
- XX. Coordinar, en conjunto con la Coordinación General de Programas para el Desarrollo, las Delegaciones Estatales de Programas para el Desarrollo de las Entidades Federativas, así como la planeación, ejecución y evaluación de los planes, programas y acciones que desarrollen;
- XXI. Integrar, mantener y actualizar un sistema de información con los padrones de beneficiarios de programas sociales de la Administración Pública Federal, así como depurar sus duplicidades, y
- XXII. Encabezar la Secretaría Ejecutiva del Gabinete Social de la Presidencia de la República en los términos de la Ley Nacional de Extinción de Dominio;
- XXIII. Ejecutar y dar seguimiento a los acuerdos tomados por el Gabinete Social de la Presidencia de la República, así como convocar a las personas titulares de las entidades que lo conforman a reuniones ordinarias;
- XXIV. Coordinarse con la persona Titular de la Secretaría Técnica para elaborar y entregar un informe anual al Congreso de la Unión sobre la transferencia, asignación y destino de los Bienes a los que se refiere la Ley Nacional de Extinción de Dominio, así como de las actividades y reuniones del Gabinete Social de la Presidencia de la República, y
- XXV. Las demás que le encomienden expresamente las leyes y reglamentos.

## Organigrama
La composición administrativa para el cumplimiento de sus funciones es la siguiente:
- Secretaría
  - Unidad de la Oficina de la Secretaría y Comunicación Social
  - Unidad de Coordinación de Delegaciones
  - Dirección General de Vinculación Interinstitucional
  - Subsecretaría de Desarrollo Social y Humano
    - Dirección General de Opciones Productivas
    - Dirección General de Políticas Sociales
    - Dirección General de Atención a Grupos Prioritarios
    - Dirección General de Seguimiento
    - Dirección General de Seguro de Vida para Jefas de Familia

  - Subsecretaría de Planeación, Evaluación y Desarrollo Regional
    - Unidad de Planeación y Relaciones Internacionales
    - Dirección General de Evaluación y Monitoreo de los Programas Sociales
    - Dirección General de Análisis y Prospectiva
    - Dirección General de Geoestadística y Padrones de Beneficiarios
    - Dirección General de Desarrollo Regional
    - Dirección General de Participación Social

  - Oficialía Mayor
    - Dirección General de Programación y Presupuesto
    - Dirección General de Recursos Materiales
    - Dirección General de Recursos Humanos
    - Dirección General de Tecnologías de la Información y Comunicaciones
    - Dirección General de Procesos y Estructuras Organizacionales
    - Unidad del Abogado General y Comisionado para la Transparencia
    - Dirección General de Normatividad y Asuntos Contenciosos
    - Órgano interno de control

### Órganos administrativos desconcentrados y organismos descentralizados
| Tipo                                    | Entidad                                  | Entidad                                                                             | Acrónimo |
| --------------------------------------- | ---------------------------------------- | ----------------------------------------------------------------------------------- | -------- |
| Órganos administrativos desconcentrados | Instituto Nacional de Desarrollo Social  | Instituto Nacional de Desarrollo Social                                             |          |
| Órganos administrativos desconcentrados | Instituto Nacional de la Economía Social |                                                                                     |          |
| Organismos descentrantralizados         |                                          | Consejo Nacional para el Desarrollo y la Inclusión de las Personas con Discapacidad | CONADIS  |
| Organismos descentrantralizados         |                                          | Instituto Mexicano de la Juventud                                                   | IMJUVE   |
| Organismos descentrantralizados         |                                          | Instituto Nacional de las Personas Adultas Mayores                                  | INAPAM   |

## Programas sociales más destacados
- Solidaridad (1988 - 1997)
- Progresa (1997 - 2002)
- Oportunidades (2002 - 2014)
- Prospera (2014 - 2018)
- Bienestar (2018-actualidad)
  - Pensión para el Bienestar de los Adultos Mayores (2018-actualidad)
  - Pensión para el Bienestar de los Discapacitados (2018-actualidad)
  - Becas Benito Juárez (2018-actualidad)
  - Beca Escribiendo el Futuro (2018-actualidad)
  - Jóvenes Construyendo el Futuro (2018-actualidad)
  - Programa de Apoyo para el Bienestar de las Niñas y Niños, Hijos de Madres Trabajadoras (2018-actualidad)
  - Beca Rita Cetina (2024-actualidad)

## Lista de titulares (incluye todas las denominaciones que ha tenido)

### Secretaría de Obras Públicas
- Gobierno de Adolfo López Mateos (1958 a 1964)
  - (1958 - 1964): Javier Barros Sierra

- Gobierno de Gustavo Díaz Ordaz (1964 a 1970)
  - (1964 - 1970): Gilberto Valenzuela

- Gobierno de Luis Echeverría Álvarez (1970 a 1976)
  - (1970 - 1976): Luis Enrique Bracamontes

### Secretaría de Asentamientos Humanos y Obras Públicas
- Gobierno de José López Portillo (1976 a 1982)
  - (1976 - 1982): Pedro Ramírez Vázquez

### Secretaría de Desarrollo Urbano y Ecología
- Gobierno de Miguel de la Madrid (1982 a 1988)
  - (1982 - 1985): Marcelo Javelly Girard
  - (1985 - 1986): Guillermo Carrillo Arena
  - (1986 - 1988): Manuel Camacho Solís
  - (1988): Gabino Fraga Mouret

- Gobierno de Carlos Salinas de Gortari (1988 a 1994)
  - (1988 - 1992): Patricio Chirinos Calero

### Secretaría de Desarrollo Social
- - (1992 - 1993): Luis Donaldo Colosio
  - (1993 - 1994): Carlos Rojas Gutiérrez

- Gobierno de Ernesto Zedillo (1994 a 2000)
  - (1994 - 1998): Carlos Rojas Gutiérrez
  - (1998 - 1999): Esteban Moctezuma Barragán
  - (1999 - 2000): Carlos Jarque Uribe

- Gobierno de Vicente Fox (2000 a 2006)
  - (2000 - 2006): Josefina Vázquez Mota
  - (2006): Ana Teresa Aranda Orozco

- Gobierno de Felipe Calderón (2006 a 2012)
  - (2006 - 2008): Beatriz Zavala Peniche
  - (2008 - 2009): Ernesto Cordero Arroyo
  - (2009 - 2012): Heriberto Félix Guerra

- Gobierno de Enrique Peña Nieto (2012 a 2018)
  - (2012 - 2015): Rosario Robles Berlanga
  - (2015 - 2016): José Antonio Meade Kuribreña
  - (2016 - 2018): Luis Enrique Miranda Nava
  - (2018): Eviel Pérez Magaña

### Secretaría de Bienestar
- Gobierno de Andrés Manuel López Obrador (2018 a 2024)
  - (2018 - 2020): María Luisa Albores González
  - (2020 - 2022): Javier May Rodríguez
  - (2022 - 2024): Ariadna Montiel Reyes[4]

- Gobierno de Claudia Sheinbaum (2024 a 2030)
  - (2024 - actual): Ariadna Montiel Reyes